# Sophie Taeuber-Arp
Sophie Henriette Gertrude Taeuber-Arp (Davos, 19 gennaio 1889 – Zurigo, 13 gennaio 1943) è stata un'artista e pittrice svizzera.

## Biografia
Sophie Taeuber-Arp studiò arti applicate a Monaco e Amburgo. Nel 1915 incontrò Jean Arp, con il quale si sposò nel 1922. Entrambi parteciparono al Dada zurighese. La Taeuber disegnò burattini e scenografie per gli spettacoli del Cabaret Voltaire, dove apparve anche come marionettista e ballerina. Insieme al marito insegnò alla Scuola d'Arte di Zurigo dal 1916 al 1929.
Nei tardi anni venti visse a Parigi e si cimentò nel design: la sua abilità si notò nella creazione dell'interno del Café Aubette a Strasburgo. Negli anni trenta si accostò al costruttivismo, aderendo in un primo momento al movimento Cercle et Carré, fondato dal belga Michel Seuphor, e quindi al gruppo Abstraction-Création (Astrazione-Creazione), guidato dallo scultore Georges Vantongerloo. Pubblicò inoltre un personale giornale costruttivista chiamato Plastique.
Successivamente Taeuber-Arp, Sonia Delaunay ed altri artisti crearono una colonia d'arte a Grasse, nella Francia meridionale, dopo aver abbandonato Parigi prima dell'invasione tedesca. La colonia fu attiva dal 1941 al 1943, anno in cui Taeuber-Arp morì, durante una visita in Svizzera, a causa di un incidente con una stufa.
Nel maggio 2006 il Museo Correr di Venezia ha dedicato una mostra al sodalizio artistico e sentimentale di Sophie Taeuber e di suo marito Jean Arp. Una storia d'amore e di lavoro in 140 opere.

## Omaggi e riconoscimenti

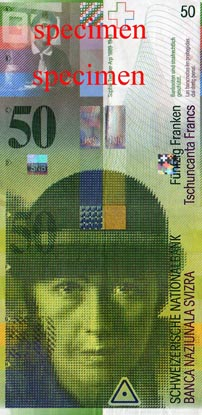
Il volto di Sophie Taeuber-Arp sulla vecchia banconota da 50 franchi svizzeri.

L'Arp Museum Bahnhof Rolandseck, in onore di Sophie Taeuber-Arp e Jean Arp, aprì nel 2007 in un'ala della storica stazione ferroviaria di Rolandseck (Germania).
Il suo volto è stato impresso, sino all'aprile 2016, sulle banconote svizzere da 50 franchi.